# Фёдоровское (Суздальский район)
Фёдоровское — село в Суздальском районе Владимирской области России, входит в состав Селецкого сельского поселения.

## География
Село расположено в 13 км на юго-запад от райцентра города Суздаль.

## История
Федоровское было вотчиной Спасо-Евфимиева монастыря, которому пожаловано было Великим Князем Иоанном Васильевичем в 1472 году на поминовение умершего брата, князя Юрия Васильевича. Четыре жалованные Спасо-Евфимиеву монастырю грамоты на село Федоровское, данные Великим Князем Василием Ивановичем и Царем Иоанном Грозным (XVI век), значится в «описи монастыря» 1660 года. В приходнорасходных книгах Спасо-Евфимиева монастыря 1697 года записано: «с села Федоровского взято с крестьян с 7 вытей с осьмухою 7 рублей 4 алтыря 1 деньга». В селе имелись две каменные церкви: холодная, с главным престолом в честь Святителя и Чудотворца Николая, построена в 1802 году усердием прихожан, и теплая, с престолом в честь Покрова Пресвятой Богородицы, построена в 1864 году также усердием прихожан. В 1896 году в Федоровском 134 двора, 316 душ мужского пола, а женского пола 380 душ. В селе существовала школа грамотности.
В конце XIX — начале XX века село входило в состав Теренеевской волости Суздальского уезда.
С 1929 года село входило в состав Туртинского сельсовета Суздальского района.

## Население
| 1859 | 1897 | 1926 |
| ---- | ---- | ---- |
| 559  | 688  | 697  |

| 1859 | 1897 | 1905 | 1926 | 2002 | 2010 | 2021 |
| ---- | ---- | ---- | ---- | ---- | ---- | ---- |
| 559  | ↗688 | ↗770 | ↘697 | ↘2   | →2   | ↗36  |

## Достопримечательности
В селе находятся полуразрушенные Церковь Николая Чудотворца (1802) и Церковь Покрова Пресвятой Богородицы (1864).